# Quercitello
Quercitello (in corso Quercitellu) è un comune francese di 59 abitanti situato nel dipartimento dell'Alta Corsica nella regione della Corsica.

## Società

### Evoluzione demografica
Abitanti censiti